# Чемпіонат України з регбі 2024
Чемпіонат України 2024 року з регбі-15.

## Суперліга
Чемпіонат України 2024 року з регбі-15 серед чоловіків розіграли 5 команд Суперліги, які провели турнір у одне коло з 14 вересня до 19 жовтня.

### Учасники
Команди: Збірна команда Києва, «Кредо-1963» Одеса (Збірна команда Одеської області), «Сокіл» Львів, «Поділля» Хмельницький, Збірна команда Харківської області.

### Календар змагань
14.09. Збірна команда Харківської області — «Поділля» Хмельницький 48:13 (32:6) (у Львові) 
15.09. «Сокіл» Львів — Збірна команда Харківської області 9:48 (9:43)
21.09. «Кредо-1963» Одеса — Збірна команда Харківської області 0:48 (0:12)
28.09. «Поділля» Хмельницький — «Кредо-1963» Одеса 14:21 (11:8)
28.09. Збірна команда Києва — «Сокіл» Львів 54:0 (39:0)
05.10. Збірна команда Києва — Збірна команда Харківської області 22:20 (0:20)
06.10. «Сокіл» Львів — «Кредо-1963» Одеса 9:6 (3:0)
12.10. «Поділля» Хмельницький — «Сокіл» Львів 17:28 (10:13)
13.10. «Кредо-1963» Одеса — Збірна команда Києва 10:26 (10:12)
19.10. Збірна команда Києва — «Поділля» Хмельницький 30:0*
(*) Команді регбійного клубу «Поділля» (Хмельницький) за неявку на гру із збірною командою м. Києва зараховано технічну поразку з рахунком 0-30 і знято 2 турнірні очки, а збірній команді м. Києва зарахована технічна перемога з рахунком 30-0 та нараховано 5 турнірних очок.

### Турнірна таблиця
| М | Команда                    | В | Н | П | Р:О    | Б  | Очки |
| - | -------------------------- | - | - | - | ------ | -- | ---- |
| 1 | Збірна міста Києва         | 4 | 0 | 0 | 132:30 | +2 | 18   |
| 2 | Збірна Харківської області | 3 | 0 | 1 | 164:44 | +4 | 16   |
| 3 | «Сокіл» Львів              | 2 | 0 | 2 | 46:125 | +1 | 9    |
| 4 | «Кредо-1963» Одеса         | 1 | 0 | 3 | 37:97  | +1 | 5    |
| 5 | «Поділля» Хмельницький     | 0 | 0 | 4 | 44:127 | +1 | -1   |

Турнірні очки нараховуються: за перемогу — 4 очки, за нічию — 2 очки, за поразку — 0 очок.
(*) Команда, яка зробила за гру на 3 спроби більше, ніж суперник, додатково отримує 1 бонусне турнірне очко.
(*) Команда, яка програла з різницею в 7 або менше ігрових очок, додатково отримує 1 бонусне турнірне очко.

### Підсумки
1 місце — Збірна Києва
2 місце — Збірна Харківської області
3 місце — «Сокіл» Львів

## Вища ліга
Чемпіонат України 2024 року з регбі-15 серед чоловічих команд Вищої ліги  розіграли чотири команди, які провели у Хмельницькому 5-6 жовтня турнір.

### Учасники
Команди: «Буревісник»-ДЮСШ-1 (Хмельницький), РК «Закарпатські Шаркані» (Ужгород), РК «Київ-Дарниця»-ДЮСШ-10 (Київ), Збірна команда Миколаївської області.

### Результати матчів
5.10. «Закарпатські Шаркані» — «Київ-Дарниця»-ДЮСШ-10 12:15
5.10. «Буревісник» — Збірна Миколаївської обл. 17:0
Гра за 3-є місце:
6.10. «Закарпатські Шаркані» — Збірна Миколаївської обл. 10:5
Гра за 1-е місце:
6.10. «Буревісник» — «Київ-Дарниця»-ДЮСШ-10 27:0